# Fela Kuti
Fela Kuti, známý jako Fela Anikulapo Kuti či Fela (15. října 1938 Abeokuta – 2. srpna 1997 Lagos), byl nigerijský zpěvák, saxofonista, multiinstrumentalista a kapelník, který se také angažoval v politice.
Byl průkopníkem tzv. afrobeatu, žánru v němž se spojily západoafrické hudební tradice s jazzem a afroamerickým funkem, který klade důraz na vokály, prolínající se rytmy a bicími nástroji.
Pocházel z jorubské buržoazní rodiny, jeho otec pastor ho učil na klavír. V 50. letech 20. století odjel na studia medicíny do Londýna, ale místo toho začal studovat hudbu, a paralelně založil jazzovou skupinu se svými krajany. V 70. letech začal svá vystoupení doplňovat extatickými politickými proslovy, které rytmovaly a podtrhovaly bicí i dechy. Jeho kritika politických poměrů, korupce a boj proti sociální nespravedlnosti v Nigérii z něj učinila nežádoucí osobu, která byla nucená na čas uprchnout do Ghany, odkud byl záhy vyhoštěn. Jeho politická kariéra vyvrcholila v roce 1979, kdy se rozhodl kandidovat v prezidentských volbách. V roce 1984 byl za své politické aktivity na dva roky uvězněn.
Jako hudebník vedl velmi bohémský život, v přítomnosti jorubského kněze uspořádal v roce 1978 svou hromadnou svatbu s dvaceti sedmi ženami působícími v jeho orchestru najednou. Později se s nimi postupně rozvedl.
Od 60. let byl velmi známou osobou i v zahraničí.[zdroj⁠?!] V posledních letech svého života se stáhl do ústraní a vystupoval již jen na své vlastní scéně. Zemřel na AIDS. Kuriózně jeho poslední nahranou písní se stala C.S.A.S (Condom Scallywag and Scatter), v níž odsuzuje používání kondomů jako neafrické. Po jeho smrti nigerijská vláda vyhlásila státní smutek[zdroj⁠?!] a asi milion lidí vyšel do ulic.[zdroj⁠?!]
Jeho synem je Femi Kuti, rovněž známý saxofonista, třikrát nominovaný na Cenu Grammy.